# Deutsche Fußballmeisterschaft der A-Junioren 1989/90
Die deutsche Fußballmeisterschaft der A-Junioren 1990 war die 22. Auflage dieses Wettbewerbes. Meister wurde der VfB Stuttgart, das im Finale Gastgeber Hertha Zehlendorf mit 5:1 besiegte.

## Teilnehmende Mannschaften
An der A-Jugendmeisterschaft nahmen die 16 Landesverbandsmeister teil.
| Regionalverband Nord                                                                                        | Regionalverband West                                                                                    | Regionalverband Südwest                                                                | Regionalverband Süd | Berlin                            |
| --- | --- | -------------------------------------------------------------------------------------- | --- | --------------------------------- |
| - Schleswig-Holstein: VfB Kiel - Hamburg: Hamburger SV - Bremen: Werder Bremen - Niedersachsen: Hannover 96 | - Westfalen: Borussia Dortmund - Mittelrhein: TSV Bayer 04 Leverkusen - Niederrhein: Bayer 05 Uerdingen | - Rheinland: Eintracht Trier - Südwest: 1. FC Kaiserslautern - Saarland: FC 08 Homburg | - Hessen: Eintracht Frankfurt - Baden: SV Waldhof Mannheim - Südbaden: SC Freiburg - Württemberg: VfB Stuttgart - Bayern: FC Augsburg | - Berlin: FC Hertha 03 Zehlendorf |

## Achtelfinale
Hinspiele: So 10.06. Rückspiele: So 17.06.
|                         | Gesamt          |                         | Hinspiel | Rückspiel |
| ----------------------- | --------------- | ----------------------- | -------- | --------- |
| FC Hertha 03 Zehlendorf | 4:1             | Hamburger SV            | 2:0      | 2:1       |
| VfB Kiel                | 5:5 (5:4 i. E.) | Hannover 96             | 1:0      | 4:5       |
| SV Werder Bremen        | 1:4             | TSV Bayer 04 Leverkusen | 0:2      | 1:2       |
| SV Eintracht Trier      | 1:5             | Borussia Dortmund       | 0:2      | 1:3       |
| SV Waldhof Mannheim     | 1:1 (3:5 i. E.) | Eintracht Frankfurt     | 0:0      | 1:1       |
| FC 08 Homburg           | 03:12           | VfB Stuttgart           | 0:6      | 3:6       |
| SC Freiburg             | 0:4             | FC Augsburg             | 0:1      | 0:3       |
| FC Bayer 05 Uerdingen   | 2:2 (2:4 i. E.) | 1. FC Kaiserslautern    | 1:0      | 1:2       |

## Viertelfinale
Hinspiele: Mi 20.06. Rückspiele: So 24.06.
|                         | Gesamt          |                   | Hinspiel | Rückspiel |
| ----------------------- | --------------- | ----------------- | -------- | --------- |
| FC Hertha 03 Zehlendorf | 13:20           | VfB Kiel          | 8:2      | 5:0       |
| TSV Bayer 04 Leverkusen | 1:1 (3:5 i. E.) | Borussia Dortmund | 1:0      | 0:1       |
| Eintracht Frankfurt     | 2:7             | VfB Stuttgart     | 2:3      | 0:4       |
| 1. FC Kaiserslautern    | 4:1             | FC Augsburg       | 2:0      | 2:1       |

## Halbfinale
Hinspiele: Mi 27.06. Rückspiele: So 01.07.
|                         | Gesamt          |                      | Hinspiel | Rückspiel |
| ----------------------- | --------------- | -------------------- | -------- | --------- |
| FC Hertha 03 Zehlendorf | 3:3 (4:3 i. E.) | Borussia Dortmund    | 3:0      | 0:3       |
| VfB Stuttgart           | 6:1             | 1. FC Kaiserslautern | 3:1      | 3:0       |

## Finale
| FC Hertha 03 Zehlendorf                                                        | FC Hertha 03 Zehlendorf | VfB Stuttgart | VfB Stuttgart |
| ------------------------------------------------------------------------------ | --- | --- | ------------- |
| FC Hertha 03 Zehlendorf                                                        | \| Freitag, 6. Juli 1990 um 18:30 Uhr in Berlin-Zehlendorf (Ernst-Reuter-Stadion) \| \| Ergebnis: 1:5 (1:3) \| \| Zuschauer: 1.195 \| \| Schiedsrichter: Wilfried Heitmann (Drentwede) \|                                                                | \| Freitag, 6. Juli 1990 um 18:30 Uhr in Berlin-Zehlendorf (Ernst-Reuter-Stadion) \| \| Ergebnis: 1:5 (1:3) \| \| Zuschauer: 1.195 \| \| Schiedsrichter: Wilfried Heitmann (Drentwede) \|                                                           | VfB Stuttgart |
| FC Hertha 03 Zehlendorf                                                        | Marco Sommer – Markus Kolbuch (50. Claudio Mazzucato) – Carsten Schleite, Marko Tolle – Alexander Fulmek, Karsten Bäron, Metin Polat, Sebastian Braun , Martino Gatti – Daniel Lehmann (51. Nevzat Kirtas), Mario Block Cheftrainer: Wolfgang Przesdzing | Joachim Sick – Marco Santelli – Christos Papadopoulos, Frank Posch – Jochen Endreß (65. Thomas Schneider), Torsten Trunkl , Marwan Obeida, Jens Krinke – Oliver Otto, Ralf Kosztovics (69. Marc Kienle), Markus Beierle Cheftrainer: Rainer Philipp | VfB Stuttgart |
| FC Hertha 03 Zehlendorf                                                        | 1:3 Mario Block (30.) | 0:1 Markus Beierle (12.) 0:2 Markus Kolbuch (14., Eigentor) 0:3 Jens Krinke (29.) 1:4 Jens Krinke (54.) 1:5 Marc Kienle (76.) | VfB Stuttgart |
| FC Hertha 03 Zehlendorf                                                        | Block | | VfB Stuttgart |
| Freitag, 6. Juli 1990 um 18:30 Uhr in Berlin-Zehlendorf (Ernst-Reuter-Stadion) | | |               |
| Ergebnis: 1:5 (1:3)                                                            | | |               |
| Zuschauer: 1.195                                                               | | |               |
| Schiedsrichter: Wilfried Heitmann (Drentwede)                                  | | |               |